# Bemessungsregen
Die Bemessungsregenspende ist eine Kenngröße zur Berechnung von anfallenden Regenwassermengen. Kanäle oder andere Abwasser- und Versickerungssysteme dürfen für eine Bemessungsregenspende keine Überlastungen zeigen. Eine verbreitete Regelung für Planungen nach DIN 1986-100:2007-04 ist, dass die Bemessungsregenspende für Dachentwässerung ein Regenereignis mit einer statistischen Häufigkeit von 5 Jahren und einer Regendauer von 5 Minuten ist. 
Dargestellt wird dies mit der Bezeichnung r(D;T). Bei einem Regenereignis mit einer Häufigkeit von 5 Jahren T und einer Dauer D von 5 Minuten erfolgt die Darstellung in folgender Form: r(5;5). Die Einheit des Bemessungsregens ist Liter pro Sekunde und Hektar. Ein Mittelwert für Deutschland beträgt 311 Liter pro Sekunde und Hektar (das entspricht 111,96 Liter pro Stunde und Quadratmeter).